# Parc archéologique de Baratti et Populonia
Le parc archéologique de Baratti et Populonia (en italien : parco archeologico di Baratti e Populonia') se trouve dans la commune de Piombino, située dans la province de Livourne, en Toscane (Italie).

## Description
Le parc archéologique s'étend sur une surface d'environ 80 ha entre les pentes du promontoire de Piombino et la côte du golfe de Baratti.
Il fait partie de la Sistema dei Parchi della Val di Cornia et a été inauguré en 1998. Il rend accessible aux visites quelques aires archéologiques ainsi que les nouvelles découvertes réalisées à la suite des fouilles entreprises dans la zone depuis 1996.
Le parc englobe divers secteurs de l'antique cité étrusque de Populonia, le parc des nécropoles de Populonia et  l'acropole de la haute-ville antique et son château.
Un laboratoire d'archéologie expérimentale se trouve à l'intérieur du parc.

## Les itinéraires  à l'intérieur du parc
Plusieurs itinéraires sont actuellement proposés :

### La nécropole de San Cerbone
À côté du centre d'accueil du parc se trouve la grande nécropole orientalisante de San Cerbone. Des fouilles de celle-ci proviennent des découvertes précieuses qui sont désormais réparties entre le Musée archéologique national et le Musée archéologique du territoire de Populonia situé à Piombino.

### La nécropole de Buche delle Fate
Elle est constituée majoritairement par des tombes remontant à la période hellénistique étrusque (IIIe – Ier siècle av. J.-C.)) et est située dans le golfe de Baratti.

### La nécropole delle Grotte
Légèrement décentralisée du centre d'accueil se trouve la Nécropole delle Grotte (IIIe – Ier siècle av. J.-C.), fouillée entre 1997 et 1998, accessible via l'itinéraire archéologique et naturaliste appelé « Via delle Cave ».

### L'acropole de Populonia
Elle se situe à proximité du château de Populonia Alta et qui comporte des ruines datant de l'époque étrusque la plus ancienne jusqu'à l'époque romaine. Cette zone, partiellement fouillée, a été ouverte en 2007.

### La Via del Ferro
Elle permet d'admirer dans sa première partie quelques tombes en tumulus (Tomba delle Oreficerie, Tomba dei Flabelli, etc.) et dans sa dernière partie les vestiges de certaines zones industrielles de l'époque étrusque, utilisées pour la transformation de l'hématite en fer commercialisable. Le terrain du parc archéologique et de la plage de Baratti apparaît comme parsemé de petits diamants scintillant sous les rayons du soleil. Il s’agit en fait de ce qui reste de tonnes d’hématite utilisées par les Étrusques et les Romains pour obtenir du fer, entre le (VIe et IIIe siècles av. J.-C.

### Le centre d'archéologie expérimentale
Le parc dispose d'un centre d'archéologie expérimentale qui permet aux visiteurs de reproduire manuellement des objets anciens, en utilisant des méthodes de travail archéologiquement éprouvées.

### Autres
- monastère San Quirico (it), ancien complexe ecclésiastique bénédictin situé sur les pentes de Poggio Tondo sur le promontoire de Piombino.
- Parc communal de Punta Falcone sur le promontoire de Piombino.

## Sources
- (it) Cet article est partiellement ou en totalité issu de l’article de Wikipédia en italien intitulé « Parco archeologico di Baratti e Populonia » (voir la liste des auteurs).
- Notice officielle du parc